# Mouvement sadriste
Le Mouvement national chiite (en arabe : التيار الوطني الشيعي) — Mouvement sadriste (en arabe : التيار الصدري) jusqu'en 2024 —  est un mouvement national irakien islamique dirigé par Moqtada al-Sadr.
Le mouvement reçoit un large soutien de la part de la société irakienne, en particulier de la population chiite désœuvrée et des quartiers pauvres du pays. La personne la plus influente et qui est à l'origine de l'objectif et de la philosophie de ce mouvement est le Grand Ayatollah Mohammad Sadeq al-Sadr. L'une des autres figures influentes du mouvement est Mohammed Bakr al-Sadr. C'est un mouvement populaire en plus d'être religieux. L'objectif de ce mouvement est l'instauration d'un État irakien indépendant et libre de toutes influences extérieures.

## Historique

### Élections irakiennes de 2005
Lors des élections législatives de janvier 2005, le Mouvement sadriste obtient trois sièges sous la bannière des Cadres et élites nationaux indépendants (en).
Lors des élections provinciales de 2005 en Irak (en), Moqtada al-Sadr boycotte le scrutin au nom de son opposition à l'occupation américaine, exigeant ainsi un calendrier pour le retrait complet des troupes américaines du pays. Cependant, le parti présente quand même des indépendants aux élections, gagnant ainsi trois sièges à Bagdad.
Lors des législatives de décembre 2005, le parti s'affirme fortement, avec 30 sièges (à égalité avec le CSII), montrant la popularité du mouvement parmi les quartiers pauvres chiites du Nord-Est de Bagdad ainsi que dans les provinces chiites au sud de l'Irak.

### Élections législatives de 2010
À l'issue des élections législatives irakiennes de 2010, le Mouvement sadriste obtient 39 députés. S'opposant dans un premier temps au maintien au pouvoir du Premier ministre sortant Nouri al-Maliki, il soutient finalement la reconduction de celui-ci en mai 2010. Un de ses membres, Qoussaï Abdel Wahab al-Souha, devient par ailleurs vice-président du Parlement.
Le 26 décembre 2011, le Mouvement sadriste demande la dissolution du Parlement.

### Élections législatives de 2014
À l'issue des élections législatives irakiennes de 2014, le Mouvement sadriste obtient 34 députés sous la bannière du bloc Al-Ahrar (en). Il s'oppose avec succès à la reconduction d'al-Maliki.

### Élections législatives de 2018
En mars 2018, il s'allie au Parti communiste irakien, au sein de la coalition électorale Sa’iroun (« En marche »), pour les élections législatives et provinciales de mai suivant. Les deux forces politiques s'étaient rapprochées à partir de 2015 dans le cadre d'un mouvement de protestation réclamant des réformes, la lutte contre la corruption et l'amélioration des services publics. La coalition obtient 54 députés, sur un total de 329 sièges.
Le 12 juin, la coalition sadriste et l'Alliance de la conquête (Alliance Fatah, dirigée par Hadi Al-Ameri, proche de l'Iran) annoncent un accord de coalition. Cet accord s'ajoute à ceux obtenus avec l'Alliance de la sagesse nationale (dirigée par le dignitaire Ammar al-Hakim (en)) et avec le parti Al-Wataniya de Iyad Allaoui, totalisant ainsi 141 sièges sur les 329 de l'assemblée. Le 23 juin, l'alliance du Premier ministre sortant rejoint la coalition.
Le 8 septembre, le courant sadriste et la coalition Fatah appellent à la démission du Premier ministre Haïder al-Abadi après des émeutes à Bassorah,.

### Élections législatives de 2021
Lors des élections législatives irakiennes de 2021, des groupes militants pro-iraniens contestent les résultats. Bien que les élections se soient déroulées sans incidents, le taux de participation est bas, près de 60 % des inscrits s'étant abstenus.
Arrivé en tête, le Mouvement sadriste est le grand vainqueur des élections, et devrait être amené à former un gouvernement de coalition. Allié au Parti démocratique du Kurdistan de Massoud Barzani et au Parti du progrès de Mohammed al-Halboussi (en) ainsi qu'à la plupart des formations sunnites irakiennes, al-Sadr soutient la candidature de Hochyar Zebari à l'élection présidentielle de février 2022 afin de se voir confier la formation du nouveau gouvernement, dans le but affiché de rompre avec les formations liées au voisin chiite iranien,.
En novembre 2021, en conséquence du résultat des élections législatives d'octobre, des affrontements surviennent à Bagdad. Les manifestants sont pour la plupart liés aux partis pro-iraniens, notamment Dawa.
Le 13 juin 2022, les 73 députés sadristes démissionnent du Parlement. Ils sont remplacés par les candidats arrivés deuxièmes dans leurs circonscription. A l'appel d'al-Sadr, ses partisans envahissent le Parlement les 27 et 30 juillet. Il annonce son « retrait définitif » le 29 août 2022 déclenchant des affrontements entre ses partisans et l'armée dans Bagdad. Il enjoint ses partisans à quitter leur position et à se retirer le 30 août. Les affrontements ont fait des dizaines de morts et des centaines de blessés.

## Factions dissidentes
Au fil du temps, plusieurs factions du mouvement Sadriste ont fait sécessions et se sont opposés à Moqtada al-Sadr pour diverses raisons, formant ainsi des milices et factions séparées:
- Asaïb Ahl al-Haq
- Kataeb Hezbollah
- Force Abou al-Fadl al-Abbas
- Parti Islamique de la Vertu

## Résultats électoraux

### Élections législatives
| Élection | Votes     | %     | Sièges   | Gouvernement               |
| -------- | --------- | ----- | -------- | -------------------------- |
| 01/2005  | 70 000    | 0,8   | 3 / 275  |                            |
| 12/2005  |           |       | 30 / 275 | al-Maliki I                |
| 2010     |           |       | 39 / 325 | al-Maliki II               |
| 2014     | 917 589   | 7,05  | 34 / 328 |                            |
| 2018     | 1 493 542 | 14,38 | 54 / 329 | Soutien sans participation |
| 2021     | 885 310   | 10,00 | 73 / 329 | Extra-parlementaire        |